# Le Talent de Parker
Le Talent de Parker, (Vault of Death) est le 13e épisode de la première saison de la série télévisée Les Sentinelles de l'air. L'ordre de diffusion étant différent de l'ordre de production, il fut le septième épisode réalisé.

## Synopsis
Lady Penelope et Parker sont invités à pénétrer par effraction dans la chambre forte de la Banque d'Angleterre afin de prouver qu'une sécurité renforcée est nécessaire. Ayant ainsi démontré son utilité, une nouvelle chambre forte est aménagée. Celle-ci ne pouvant être ouverte qu'avec une clé électronique portée par le président de la Banque, Lord Silton.
Celui-ci devant dîner avec Lady Pénélope, il referme la chambre forte et part à son rendez-vous. Cependant, l'employé Lambert se trouve encore à l’intérieur. Il est maintenant pris au piège d'une mécanique mortelle. En effet, il lui est non seulement impossible de sortir, mais de plus, l'air est automatiquement pompé par mesure de conservation des biens. Si rien n'est fait il suffoquera bientôt.
S'apercevant du problème les collègues de Lambert se trouvent incapables de joindre le directeur, ils font alors appel à la Sécurité internationale...